# Cochrane (Wisconsin)
Cochrane – wieś w Stanach Zjednoczonych, w stanie Wisconsin, w hrabstwie Buffalo.